# Chorągiew kozacka Przecława Pawła Leszczyńskiego
Chorągiew kozacka Przecława Pawła Leszczyńskiego - chorągiew jazdy kozackiej I połowy XVII wieku, okresu wojen Rzeczypospolitej ze Szwedami i Moskwą.
Szefem tej chorągwi był wojewodzic brzeski Przecław Paweł Leszczyński. Żołnierze chorągwi wzięli udział w wojnie polsko-szwedzkiej 1626-1629.